# Prix Paul-Hervieu
Le prix Paul-Hervieu, de la fondation du même nom, est un ancien prix biennal de littérature, créé en 1917 par l'Académie française et « décerné à l’auteur d'une pièce de haute littérature représentée en dehors des théâtres réguliers et productifs ».
Paul Hervieu est un romancier et auteur dramatique français.

## Liste des lauréats
- 1920 : Jean Sarment pour La couronne de carton et Le pêcheur d'ombres
- 1922 : Denys Amiel et André Obey pour La souriante Mme Beudet
- 1924 : Jacques Copeau pour La maison natale
- 1926 : Jean-Jacques Bernard pour Denise Marette
- 1928 : Philippe Fauré-Fremiet (1889-1954) pour La grande tourmente
- 1930 : Théâtre de l'Atelier
- 1933 : Henriette Charasson
- 1936 : Gabriel Marcel pour Chemin de Crète
- 1938 : André Dumas pour Ma Sœur Anne
- 1942 : Jean Berthet pour Les Vacances d'Apollon
- 1944 : Marguerite Allotte de La Fuÿe pour Bethsabée
- 1948 : René Herval pour La légende de saint Julien l’Hospitalier
- 1950 : Marcelle Joignet pour La solitude de M. Descartes
- 1952 : 
  - Gilbert Cesbron pour Il est minuit, docteur Schweitzer
  - René-Louis Dumas (1877-1952) pour Aux jardins de Ronsard
  - Henriette Duplex pour L’assemblée dans un parc
- 1954 : Marcel Pollitzer pour Théâtre
- 1956 : Colette Audry pour Soledad
- 1960 : Louis Velle pour Mousseline
- 1962 : Albert Husson pour Claude de Lyon
- 1966 : Emmanuel Roblès pour Plaidoyer pour un rebelle (recueil de Théâtre)